# Estación de Carviçais
La Estación Ferroviaria de Carviçais, también conocida como Estación de Carviçais, fue una estación de ferrocarriles de la Línea del Sabor, que servía a la localidad de Carviçais, en el ayuntamiento de Torre de Moncorvo, en Portugal.

## Historia
Esta plataforma fue inaugurada el 17 de  agosto de 1917, como terminal provisional de la Línea del Vale do Sabor; este fue el primer tramo en ser abierto al servicio en esta línea.
En 1926, existían perspectivas de continuar en breve la línea, a partir de esta estación. De este modo, el tramo siguiente, hasta Lagoaça, fue abierto el 6 de julio de 1927.
En 1933, el Ministro de Obras Públicas y Comunicaciones aprobó un acuerdo de la Dirección General de Ferrocarriles, que se refería a la elección de un terreno, junto a esta estación, para la instalación de oficinas de reparación de material circulante. Para esta empresa, fueron destinados, entre 1931 y 1932, 600 mil escudos.

## Infraestructura
La estación de Carviçais poseía, además del edificio principal para uso de los pasajeros, un almacén para mercancías.
Poseía también un triángulo ferroviario, destinado a las operaciones de inversión de las locomotoras. Vestigios de esta instalación son también visibles en fotografías aéreas, al norte de la vía, a unos 100m al este del edificio principal.
Cerca de la estación, al margen de la vía, se situaba un silo de la Federación Nacional de Productores de Trigo (FNPT).